# 교동 (속초시)
교동(校洞)은 대한민국 강원특별자치도 속초시의 동이다.

## 개요
교동은 속초시 중심가에 위치한 지역으로 금융기관, 병·의원, 상가 등 다양한 권역으로 형성되어 있으며, 대단위 아파트단지와 고지대 서민층 밀집주거환경 지역으로 서로 상반된 지역형태를 이루고 있다.
1966년 청학동은 동제 실시 때, 속초리 6구를 둘로 나누어 한쪽을 청학동과 교동으로 분리하였다. 현재 교동은 1998년 10월 17일 청학동과 교동 일부 지역이 통합되어 행정구역이 개편되었다. 보통 향교가 있었던 마을을 교동(校洞)이라고 하나, 속초는 옛 고을 중심지가 아니어서 향교가 없었으므로 그것과는 관련이 없고, 다만 속초중학교, 속초초등학교, 속초고등학교, 속초교육청이 위치했었기 때문에 교동으로 명명했다고 한다.

## 법정동
- 교동
- 청학동(靑鶴洞)

## 기관
- 속초교동우체국
- 강릉지방 노동사무소
- 국민연금공단 강릉지사

## 시설
- 속초도서관
- 속초 스카이씨 호텔

## 아파트
- 교동현대 3차 - 1998년 9월 입주 / 현대건설